# Лазерна фізика
Лазерна фізика або наука про лазери — це галузь оптики, яка досліджує теоретичні та практичні аспекти роботи лазерів.
Лазерна наука головним чином пов'язана з квантовою електронікою, створенням лазерів, дизайном оптичного резонатора, фізикою отримання інверсної населеності в лазерних середовищах, а також часової еволюції світлового поля в лазері. Лазерна фізика також вивчає фізичні аспекти поширення лазерного променя, зокрема фізику Гауссових пучків, вивчає можливе використання лазерів, а також з відповідними полями, а також досліджує суміжні галузі науки такі як нелінійна оптика та квантова оптика.

## Історія
Лазерній науці передував винахід самого лазера. Альберт Айнштайн в 1917 році, своєю працею, в якій він заново вивів закон випромінювання Макса Планка, використовуючи формалізм ймовірнісних коефіцієнтів (коефіцієнти Айнштайна) для поглинання і спонтанного та стимульованого електро-магнітного випромінювання створив основи для лазера і мазера.
Існування вимушеного випромінювання було підтверджено в 1928 році Рудольфом В. Ладенбургом. В 1939 році Валентин А. Фабрикант передбачив використання вимушеного випромінювання для підсилення коротких хвиль; в 1947 році Вілліс E. Лемб і Р. К. Резерфорд виявили слабке вимушене випромінювання в спектрах водню і здійснюють першу демонстрацію вимушеного випромінювання; в 1950 році Кастлером (Нобелівська премія з фізики 1966 г.) був запропонований метод оптичного накачування, експериментально підтверджений, два роки по тому Бросселем, Кастлером, і Вінтером.
Теоретичні засади, що описують роботу СВЧ-лазера (мазер) були вперше описані Миколою Басовим та Олександром Прохоровим на Всесоюзній конференції по радіоспектроскопії в травні 1952 року перший мазер був побудований Таунсом, Джеймс П. Гордоном і HJ Зеіджер в 1953 році. Таунс, Басов і Прохоров були удостоєні Нобелівської премії з фізики в 1964 році за дослідження в області вимушеного випромінювання,.
Перший робочий лазер (імпульсний рубіновий лазер) був продемонстрований 16 травня 1960 року Теодором Мейманом в науково-дослідній лабораторії Х'ю.